# Pro Bowl 2022
Der Pro Bowl 2022 war das All-Star-Spiel der National Football League (NFL) in der Saison 2021. Er wurde am 6. Februar 2022, eine Woche vor dem Super Bowl LVI, im Allegiant Stadium in Paradise, Nevada, ausgetragen. Ursprünglich war Paradise/Las Vegas bereits 2021 als Austragungsort vorgesehen, das Spiel wurde jedoch wegen der COVID-19-Pandemie abgesagt. Aufgrund der Verlängerung der Regular Season um eine Woche ab der Saison 2021 fand der Pro Bowl nicht mehr am letzten Sonntag im Januar, sondern am ersten Sonntag im Februar statt. Es war das letzte traditionelle Spiel um den Pro Bowl, das 2023 durch ein Flag-Football-Spiel ersetzt wurde.

## AFC-Kader

### Offense
| Position         | Starter                                                          | Ersatz                                                       | Alternative                                                     |
| ---------------- | ---------------------------------------------------------------- | ------------------------------------------------------------ | --------------------------------------------------------------- |
| Quarterback      | 10 Justin Herbert, LA Chargers                                   | 15 Patrick Mahomes, Kansas City 8 Lamar Jackson, Baltimore b | 10 Mac Jones, New England a                                     |
| Runningback      | 28 Jonathan Taylor, Indianapolis                                 | 24 Nick Chubb, Cleveland 28 Joe Mixon, Cincinnati c          | 22 Najee Harris, Pittsburgh a                                   |
| Fullback         | 42 Patrick Ricard, Baltimore                                     |                                                              |                                                                 |
| Wide Receiver    | 10 Tyreek Hill, Kansas City 1 Ja’Marr Chase, Cincinnati c        | 14 Stefon Diggs, Buffalo 13 Keenan Allen, LA Chargers b      | 18 Diontae Johnson, Pittsburgh a 13 Hunter Renfrow, Las Vegas a |
| Tight End        | 89 Mark Andrews, Baltimore                                       | 87 Travis Kelce, Kansas City                                 |                                                                 |
| Offensive Tackle | 70 Rashawn Slater, LA Chargers 57 Orlando Brown Jr., Kansas City | 73 Dion Dawkins, Buffalo                                     |                                                                 |
| Offensive Guard  | 56 Quenton Nelson, Indianapolis b 75 Joel Bitonio, Cleveland     | 76 Wyatt Teller, Cleveland                                   | 78 Rodger Saffold, Tennessee a                                  |
| Center           | 63 Corey Linsley, LA Chargers                                    | 78 Ryan Kelly, Indianapolis                                  |                                                                 |

### Defense
| Position           | Starter                                                         | Reserve                                                   | Alternative                     |
| ------------------ | --------------------------------------------------------------- | --------------------------------------------------------- | ------------------------------- |
| Defensive End      | 95 Myles Garrett, Cleveland 98 Maxx Crosby, Las Vegas           | 91 Trey Hendrickson, Cincinnati c                         | 55 Frank Clark, Kansas City a   |
| Defensive Tackle   | 99 DeForest Buckner, Indianapolis 95 Chris Jones, Kansas City c | 97 Cameron Heyward, Pittsburgh                            | 98 Jeffery Simmons, Tennessee a |
| Outside Linebacker | 90 T. J. Watt, Pittsburgh 97 Joey Bosa, LA Chargers b           | 9 Matthew Judon, New England                              | 58 Harold Landry, Tennessee a   |
| Inside Linebacker  | 53 Darius Leonard, Indianapolis                                 | 52 Denzel Perryman, Las Vegas                             |                                 |
| Cornerback         | 27 J. C. Jackson, New England 25 Xavien Howard, Miami           | 21 Denzel Ward, Cleveland 23 Kenny Moore II, Indianapolis |                                 |
| Free Safety        | 31 Kevin Byard, Tennessee                                       |                                                           |                                 |
| Strong Safety      | 33 Derwin James, LA Chargers                                    | 32 Tyrann Mathieu, Kansas City                            |                                 |

### Special Teams
| Position          | Starter                        | Alternative |
| ----------------- | ------------------------------ | ----------- |
| Punter            | 6 A. J. Cole, Las Vegas        |             |
| Kicker            | 9 Justin Tucker, Baltimore     |             |
| Return Specialist | 13 Devin Duvernay, Baltimore   |             |
| Special Teamer    | 18 Matthew Slater, New England |             |
| Long Snapper      | 46 Luke Rhodes, Indianapolis   |             |

## NFC-Kader

### Offense
| Position         | Starter                                                          | Ersatz                                                        | Alternative                                                                           |
| ---------------- | ---------------------------------------------------------------- | ------------------------------------------------------------- | ------------------------------------------------------------------------------------- |
| Quarterback      | 12 Aaron Rodgers, Green Bay b                                    | 12 Tom Brady, Tampa Bay b 1 Kyler Murray, Arizona             | 8 Kirk Cousins, Minnesota a 3 Russell Wilson, Seattle a                               |
| Runningback      | 33 Dalvin Cook, Minnesota                                        | 6 James Conner, Arizona 41 Alvin Kamara, New Orleans          |                                                                                       |
| Fullback         | 44 Kyle Juszczyk, San Francisco                                  |                                                               |                                                                                       |
| Wide Receiver    | 10 Cooper Kupp, LA Rams c 17 Davante Adams, Green Bay b          | 18 Justin Jefferson, Minnesota 19 Deebo Samuel, San Francisco | 13 Mike Evans, Tampa Bay a 88 CeeDee Lamb, Dallas a                                   |
| Tight End        | 85 George Kittle, San Francisco                                  | 8 Kyle Pitts, Atlanta                                         |                                                                                       |
| Offensive Tackle | 71 Trent Williams, San Francisco b 78 Tristan Wirfs, Tampa Bay b | 77 Tyron Smith, Dallas b                                      | 75 Brian O’Neill, Minnesota a 74 D. J. Humphries, Arizona a 76 Duane Brown, Seattle a |
| Offensive Guard  | 70 Zack Martin, Dallas b 75 Brandon Scherff, Washington b        | 74 Ali Marpet, Tampa Bay                                      | 73 Jonah Jackson, Detroit a 75 Laken Tomlinson, San Francisco a                       |
| Center           | 62 Jason Kelce, Philadelphia b                                   | 66 Ryan Jensen, Tampa Bay                                     | 50 Alex Mack, San Francisco a                                                         |

### Defense
| Position           | Starter                                                  | Ersatz                                                        | Alternative                                                |
| ------------------ | -------------------------------------------------------- | ------------------------------------------------------------- | ---------------------------------------------------------- |
| Defensive End      | 97 Nick Bosa, San Francisco b 53 Brian Burns, Carolina   | 94 Cameron Jordan, New Orleans                                | 94 Josh Sweat, Philadelphia a                              |
| Defensive Tackle   | 99 Aaron Donald, LA Rams c 93 Jonathan Allen, Washington | 97 Kenny Clark, Green Bay b                                   | 97 Javon Hargrave, Philadelphia a 50 Vita Vea, Tampa Bay a |
| Outside Linebacker | 55 Chandler Jones, Arizona 94 Robert Quinn, Chicago      | 58 Shaquil Barrett, Tampa Bay                                 |                                                            |
| Inside Linebacker  | 11 Micah Parsons, Dallas                                 | 54 Bobby Wagner, Seattle b                                    | 45 Devin White, Tampa Bay a                                |
| Cornerback         | 7 Trevon Diggs, Dallas 5 Jalen Ramsey, LA Rams c         | 2 Darius Slay, Philadelphia 23 Marshon Lattimore, New Orleans | 9 Stephon Gilmore, Carolina a                              |
| Free Safety        | 6 Quandre Diggs, Seattle b                               |                                                               | 31 Antoine Winfield Jr., Tampa Bay a                       |
| Strong Safety      | 3 Budda Baker, Arizona                                   | 22 Harrison Smith, Minnesota                                  |                                                            |

### Special Teams
| Position          | Starter                    | Ersatz                         |
| ----------------- | -------------------------- | ------------------------------ |
| Punter            | 5 Bryan Anger, Dallas      |                                |
| Kicker            | 8 Matt Gay, LA Rams c      | 4 Jake Elliott, Philadelphia a |
| Return Specialist | 17 Jakeem Grant, Chicago   |                                |
| Special Teamer    | 48 J. T. Gray, New Orleans |                                |
| Long Snapper      | 47 Josh Harris, Atlanta    |                                |

a Ersatzwahl aufgrund eines nicht teilnehmenden Spielers
b Gewählt, aber keine Teilnahme wegen Verletzung oder anderen Gründen
c Gewählt, durch die Teilnahme am Super Bowl LVI jedoch nicht spielberechtigt

## Schiedsrichter
Hauptschiedsrichter des Spiels war Tony Corrente. Er wurde unterstützt vom Umpire Bruce Stritesky, Down Judge Mike Carr, Line Judge Tripp Sutter, Field Judge Steve Zimmer, Back Judge Keith Ferguson und dem Side Judge Jim Quirk. Replay Official war John McGrath.